# Том Сойер (фильм, 1917)
Том Сойер (англ. Tom Sawyer) — американский немой фильм 1917 года кинокомпании Paramount Pictures, основанный на половине романа Марка Твена «Приключения Тома Сойера». В главных ролях снялись Джек Пикфорд, Роберт Гордон и Клара Хортон. Режиссёр — Уильям Десмонд Тейлор. Премьера состоялась 10 декабря 1917 года. Спустя год вышло продолжение, «Гек и Том», охватывающее вторую половину романа с историей про Индейца Джо, но этот фильм на сегодня утрачен. 

## Сюжет
События фильма охватывают первую половину романа «Приключения Тома Сойера». Том Сойер — мальчик, который живёт у тёти Полли, сестры своей умершей матери. Тётя Полли заставляет Тома белить забор. Хитростью мальчик убеждает проходящего мимо мальчика, что это занятие необычайно интересно и увлекательно, и тот отдает ему своё яблоко за право поделать эту работу. Другие мальчики тоже хотят красить забор и тоже отдают Тому свои вещи ради того, чтобы Том разрешил им делать это. В городе появляется новая девочка Бекки Тэтчер в которую Том влюбляется.
Том Сойер и его друзья Гекльберри Финн и Джо Харпер сбегают из дома, чтобы стать пиратами. Они на плоту отправляются на остров, расположенный недалеко от их города на Миссисипи, где проводят несколько дней. Вернувшись, они обнаруживают, что жители города решили, что они утонули и попадают на собственную заупокойной службу. 

## В ролях
- Джек Пикфорд — Том Сойер[2]
- Роберт Гордон — Гекльберри Финн
- Хелен Гилмор — вдова Дуглас
- Клара Хортон — Бекки Тэтчер
- Эдит Чапман — тётя Полли
- Антрим Шорт — Джо Харпер
- Джордж Хэкэторн — Сид Сойер
- Карл Гетц — Альфред Храм
- Олив Томас — участница хора (в титрах не указана)

## Производство
Картина была снята в сентябре 1917 года в городе Ханнибал в Миссури, родном городе Марка Твена.